# Industriespionage bei der Entwicklung der Concorde
Im Verlaufe der Industriespionage bei der Entwicklung der Concorde waren Pläne sowie Informationen zur Fertigungstechnik und verwendeten Materialien des 1959 bis 1976 in Entwicklung befindlichen Überschall-Verkehrsflugzeuges Concorde aus den britischen und französischen Fertigungsstätten in die Sowjetunion gelangt.

## Hintergrund

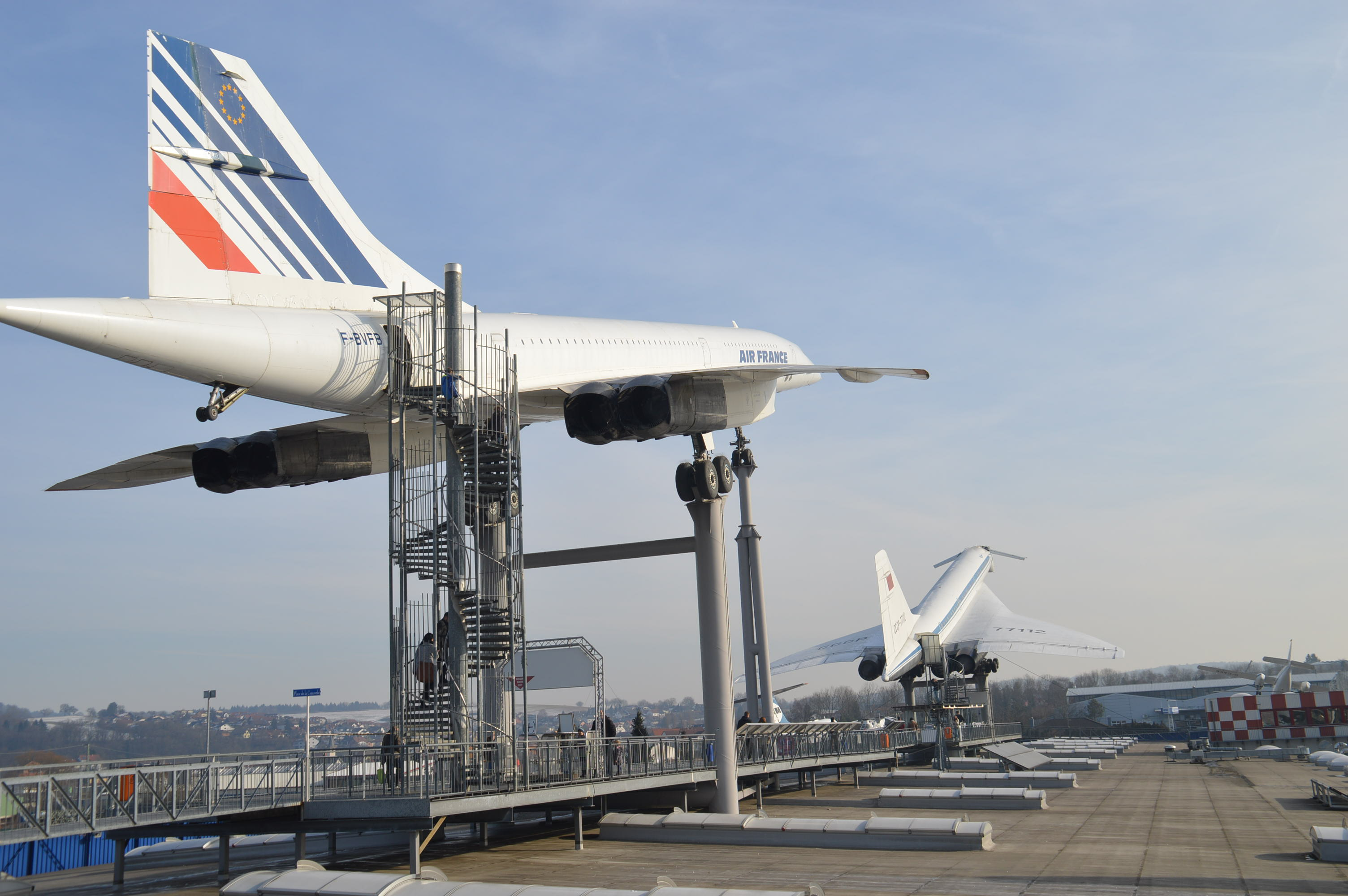
Concorde und Tu-144 in Sinsheim

Als die zuvor in Geheimhaltung entwickelte Tupolew Tu-144 im Jahr 1965 auf dem Aerosalon von Le Bourget als Modell vorgestellt wurde, erhielt sie aufgrund der äußerlichen Ähnlichkeit mit der seit 1962 „augenblicklich erkennbaren“ Concorde den Übernamen Konkordski. Laut dem Autor Simons handelt es sich aber um einen Mythos, dass die Tu-144 eine Kopie der Concorde gewesen sei. Allerdings gibt es Hinweise darauf, dass die Sowjetunion mittels Industriespionage an die technische Dokumentation des Concorde-Prototyps gelangen wollte.
Spätere Einschätzungen sprachen – speziell nach der Aufdeckung der Wirtschaftsspionage durch die britische Zeitung Observer im Jahre 1969 – von einem „klassischen Beispiel von Industriespionage“ (NZZ). Im französischen Figaro war 2013 die Rede von der Spionageaktion, welche „die Geschichte der Spionage des zwanzigsten Jahrhunderts kennzeichne“. 
Der Luftfahrtjournalist Andreas Spaeth nannte die extrem knappe Zeitvorgabe auf der sowjetischen Seite als Grund für die Rolle der Spionage.
Das Autorenduo Bottom/Gallati nannte die bekannten Fälle dieser Spionage „Die Spitze des Eisbergs“.

## Verlauf/Verhaftungen
Begonnen hatte die Spionage schon im Jahr 1959, die Aktivitäten des Spionagerings der DDR trugen den Codenamen Operation Brünnhilde.
Aufgrund seines aufwändigen Lebensstils begann sich 1961 der belgische Geheimdienst für den aus der Schweiz stammenden pensionierten Chemiker Jean-Paul Soupert zu interessieren, welcher tatsächlich nach einer Ausbildung in der DDR als Kurier zwischen Belgien und Ostberlin fungierte. Im Januar 1964 wurde er verhaftet, was wiederum zur Verhaftung von Herbert Steinbrecher im November desselben Jahres führte. Steinbrecher hatte fünf Jahre lang in Frankreich Informationen gekauft.
Sergej Pawlow wurde 1965 verhaftet; bei seiner Verhaftung trug er Baupläne des Fahrwerks und der Bremsen der Concorde bei sich. Nach seiner Abschiebung wurde er in der Sowjetunion stellvertretender Minister für Zivilluftfahrt. Im Januar 1966 verhaftete Frankreichs Abwehrorganisation die zwei ČSSR-Staatsbürger Stephan Krigovsky und Jean Sarrady. Die beiden Männer, welche sich als Priester verkleidet hatten, wurden später zu acht, respektive vier Jahren Haft verurteilt.
Erst 1977 wurde Sergej Fabiew verhaftet, in dessen nach seiner Verhaftung decodierten Depeschen ihm seitens Moskau in einer Nachricht zu den kompletten Plänen der Concorde gratuliert worden war.
James Doyle hatte beim britischen Flugzeugkonzern BAC rund 90.000 Dokumente über die Concorde und andere Projekte an die Sowjetunion übermittelt. Es konnte ihm keine straffähige Handlung nachgewiesen werden, dies auch darum, weil die Concorde als ziviles Projekt keiner Geheimhaltung unterstand.

## Auswirkung
Das Erhalten von Spionagematerial wurde später von damals leitenden Ingenieuren bei Tupolew bestätigt, so auch durch Alexander Pouchow. Gemäß Pouchow hätte es „natürlich von Nutzen“ sein können, doch wäre das Material für die ersten Prototypen zu spät gekommen. Tatsächlich jedoch unterschieden sich diese Prototypen der ersten Generation grundlegend von den nachfolgend gebauten Flugzeugen. Darüber hinaus können selbst in Details bekannte technische Lösungen bei je nach Land unterschiedlichen Standards und Verfahren nicht unverändert umgesetzt werden. Zur sich ähnelnden Grundkonzeption wurde teils argumentiert, dass sich Ähnlichkeiten auch mit einer normalen technologischen Evolution erklären ließen.

## Belege
1. ↑  Christ Kitching: The making of a legend: Rare black-and-white photographs show Concorde being assembled in giant hangars in England and France. In: Daily Mail. 18. Februar 2016, abgerufen am 20. Juni 2020 (mit Modell 1962 in Farnborough).
2. 1 2  Dale Anderson, Ian Graham, Brian Williams: Flight and Motion: The History and Science of Flying, Verlag Routledge, 2015, ISBN 978-1-317-47042-7, Seite 194; „Concorde was an instantly reconizable delta-wing airplane.“
3. ↑  Kleine Erfolge für russische Flugzeugindustrie, NZZ, 7. Januar 1997
4. 1 2 3  Operation Brünnhilde, Der Spiegel, 22. Dezember 1969
5. ↑  Graham M Simons: Concorde Conspiracy: The Battle for American Skies 1962–77. History Press, New York 2012, ISBN 978-0-7524-7693-3, S. 74.
6. 1 2 3  Sabine Cygan: Wie der sowjetische Concorde-Klon Luftfahrgeschichte schrieb. mdr, 6. Dezember 2016, abgerufen am 20. Juni 2020.
7. ↑  Konkordski – das Flugzeug, das aus der Kälte kam, NZZ, 20. April 1998, Seite 32
8. ↑  Les précédentes affaires d’espionnage industriel en France Le figaro, 9. November 2013; „Si une affaire d’espionnage a marqué l’histoire du XXe siècle en France, c’est bien celle dont a été l’objet le projet du Concorde“
9. 1 2  Der Kalte Krieg der Überschallflieger – Tupolev TU-144 vs. Concorde (3sat Doku) (Memento des Originals vom 24. Februar 2020 im Internet Archive)  Info: Der Archivlink wurde automatisch eingesetzt und noch nicht geprüft. Bitte prüfe Original- und Archivlink gemäß Anleitung und entferne dann diesen Hinweis., 3sat: „Die Blaupausen der Concorde lagen auf den Tischen der Tupolew-Ingenieure. Blieben sie ungenutzt?“ Pouchow: „Nehmen wir die Flügel: Hätte man uns 2 Jahre mehr Zeit gegeben hätten wir sie auch anders gebaut“
10. ↑  Norman R. Bottom, Robert R. J. Gallati: Industrial Espionage: Intelligence Techniques and Countermeasures, Butterworth-Heinemann Limited, 1984, ISBN 978-0-409-95108-0, Seite 263; “It should be understood that the cases that have been made public by court action, arrests, and so on are only the tip of the iceberg”
11. 1 2 3  Wie die DDR half, die Concorde zu klonen, Schweriner Volkszeitung, 27. Dezember 2013
12. ↑  Raymond Palmer, (1974) „Espionage threat to British industry: Spies don’t only operate in books and films. They can be for real. And their target might be your industrial secrets“, Industrial Management, Band 74 Issue: 7/8, S. 10–13; „They included Herbert Steinbrecher, an East German spy who between 1959 and 1964 made 20 forays into Western Europe and obtained many valuable industrial secrets, particularly about precision machinery and chemical processes“
13. ↑  Peter A. Heims: Countering Industrial Espionage, 20th Century Security Education, Limited, 1982, ISBN 978-0-905961-03-3, Seite 31
14. ↑  Jay Robert Nash: Spies: A Narrative Encyclopedia of Dirty Tricks and Double Dealing from Biblical Times to Today, Verlag Rowman & Littlefield, 1997, ISBN 978-1-4617-4770-3, Seite 539
15. ↑  Peter Wright: Spycatcher: The Candid Autobiography of a Senior Intelligence Officer Verlag Viking, 1987, ISBN 978-0-670-82055-9, Seite 303
16. ↑  Konkordski – Documentary, Channel 4, Secret History, 22 August 1996 - Teil-Transcript: https://www.pbs.org/wgbh/nova/transcripts/2503supersonic.html
17. ↑  Du Concorde à Renault, 14 affaires d’espionnage industriel, usinenouvelle.com, 11. Januar 2011
18. ↑  The Bridgeport Post, Connecticut, 26. April 1967, Seite 30; “Stephan Krigovsky, a Czech, wag sentenced to eight years”
19. ↑  Howard Moon in Supersonic Spies (Transcript), PBS, gesendet am 27. Januar 1998 im Wissenschaftsmagazin NOVA
20. ↑  Industrial Espionage Against Concorde (Memento des Originals vom 30. Juni 2020 im Internet Archive)  Info: Der Archivlink wurde automatisch eingesetzt und noch nicht geprüft. Bitte prüfe Original- und Archivlink gemäß Anleitung und entferne dann diesen Hinweis., Speedbird Concorde, 31. Mai 2016
21. ↑  UK Politics: ‘Ace‘ spy revealed Concorde secrets, BBC, 14. September 1999
22. ↑  Jonathan Glancey: Concorde: The Rise and Fall of the Supersonic Airliner, Atlantic Books Ltd, 2015 ISBN 978-1-78239-108-1
23. ↑  Mr James Doyle, Anfrage von Arthur Lewis, MP im Britischen Parlament an den Attorney General, 18. Oktober 1971
24. ↑  Johann Althaus: Die Tu-144 geriet zum Rohrkrepierer der UdSSR. Die Welt, 31. Dezember 2018.